# Bentley Dominator
De Bentley Dominator is een conceptauto van het Britse automerk Bentley. De Dominator is de eerste SUV van Bentley, maar is nooit in productie gegaan. Daarentegen is zijn opvolger, de Bentayga, wel in productie gegaan in 2016.
De Bentley Dominator is gebouwd op een Range Rover-chassis. Ook gebruikte de Dominator dezelfde motor.
De sultan van Brunei, Hassanal Bolkiah, heeft enkele exemplaren in zijn autocollectie.